# Tchadailurus
Tchadailurus — рід махайродових котів з пізнього міоцену Чаду, Африка.

## Морфологія
Tchadailurus був описаний на основі одного зразка, який складався з часткового черепа та скелета (включаючи кілька хребців, частини ніг і лап), ймовірно, від однієї особини. Подібний за розміром до рисі, Tchadailurus adei мав довший хвіст і «сплощені» ікла, характерні для махайродонтів. Примітивні риси Tchadailurus adei вказують на те, що він міг бути предком пізніших ліній махайродів.

## Назва
Назва роду Tchadailurus походить від назви країни, де знайдено скам'янілість і дав.-гр. αἴλουρος — «кішка». Назва виду adei походить від слова «маленький» місцевою мовою Горан.

## Філогенетика
|  | †Smilodontini                                                     |
|  |                                                                   |
|  | \| \| †Machairodontini \| \| \| \| \| \| †Homotherini \| \| \| \| |
|  |                                                                   |
|  | †Machairodontini                                                  |
|  |                                                                   |
|  | †Homotherini                                                      |
|  |                                                                   |

|  | †Machairodontini |
|  |                  |
|  | †Homotherini     |
|  |                  |

|  | †Smilodontini                                                     |
|  |                                                                   |
|  | \| \| †Machairodontini \| \| \| \| \| \| †Homotherini \| \| \| \| |
|  |                                                                   |
|  | †Machairodontini                                                  |
|  |                                                                   |
|  | †Homotherini                                                      |
|  |                                                                   |

|  | †Machairodontini |
|  |                  |
|  | †Homotherini     |
|  |                  |